# 圣伯多禄堂 (图尔)
圣伯多禄堂（Église Saint-Pierre-le-Puellier de Tours）是法国图尔的一座古老的天主教堂，建于1170年，哥特式风格，其起源可能要追溯到6世纪的修道院。目前为住宅。
该建筑于1946年列为法国历史古迹。
圣伯多禄堂位于图尔老城，圣玛尔定区和卢瓦尔河之间，普吕姆罗广场（Place Plumereau）以北，尚存公元之初古罗马城市的遗迹。